# Carlos Solano
Carlos Ramón Solano Arévalo (Lima, 9 de septiembre de 1974) es un actor peruano, reconocido por los roles estelares de Yutay en la serie de televisión Misterio y Félix Panduro «el Juélix» en Al fondo hay sitio.

## Trayectoria
Solano debuta en la actuación a los 29 años, participando en la obra Un misterio, una pasión en el personaje estelar de Yutay, que tiempo después participaría en el mismo rol en la serie Misterio en 2004, compartiendo junto a Aldo Miyashiro, quien a la par escribió y produjo la trama.
En 2005 se sumó al elenco de la miniserie Lobos de mar, bajo la dirección de Jorge Carmona. Luego, participó por cuatro temporadas en Así es la vida como Fidel Guevara.
Por otro lado, en el cine tuvo un corto rol en Mariposa negra, dirigido por Francisco Lombardi.
En 2009 ingresa a la serie Al fondo hay sitio como el vigilante de seguridad Félix Panduro "el Juélix", retomando el rol en el 2022, además de haber participado en giras y circos con el elenco de la trama. 
En actuaciones menores, actuó en la obra La chunga, bajo la dirección de Giovanni Ciccia en 2009 y  concursó en el reality show El gran show sin éxito en 2010.
Años después, coprotagonizó la película Utopía en el papel de Víctor Calahua en 2018 y participó junto a Ebelin Ortiz, Carlos Victoria y Brando Gallesi en la obra teatral Bicentenario, basado en la celebración de la Independencia del Perú en 2021.

## Créditos

### Televisión

#### Series y telenovelas
- Resistiré (2003) como él mismo (montaje).
- Misterio (2004) como Yutay (rol principal).
- Lobos de mar (2006) como Raúl.
- Mil oficios (2003) como el Guachimán.
- Así es la vida (2005-2008) como Fidel Guevara «el Cubano».
- Graffiti (2008-2009) como representante del Chavetón.
- Las locas aventuras de Jerry y Marce (2009) como Fidel Guevara «el Cubano».
- Rita y yo y mi otra yo (2009), actuación especial.
- Al fondo hay sitio (2009) como Félix Saturnino «el Juélix» Panduro Panduro (rol recurrente).
- Al fondo hay sitio (2010-2016) como Félix Panduro (rol principal).[5]
- Aliados (2013-2014) como él mismo (montaje y escenografía).
- La que se avecina (2017)
- Mujercitas (2017) como Agustín de la Torre Quezada.
- Médicos, línea de vida (2019-2020) como Gerardo.
- Al fondo hay sitio (2022-presente) como Félix Panduro (rol principal).[6]
- Contigo capitán (2022) como Celso.

#### Programas
- El gran show (2010) como participante invitado (secuencia El desafío).
- El gran show (2010) como participante (10.º puesto, tercer eliminado).
- Gisela, el gran show (2014) como Félix Panduro, concursante invitado (secuencia Mi hombre puede).
- Ramoncito, el serio (2021-presente) como presentador.

### Cine
- Mariposa negra (2006) como Artemio.
- La paisana Jacinta en búsqueda de Wasaberto (2017) como el teniente Vásquez.[7]
- Mataindios (2018) como el cura.[8]
- Utopía (2018) como Víctor Calahua.[3]
- ¿Mi novia es él? (2019) como Bryan.[9]
- Recontra loca (2019) como el electricista.
- Utopía 2 (TBA) como Víctor Calahua.

### Vídeos musicales
- Tú serás para mí (2008) como Chico/Danny Zucko.
- Yo soy Joel (2010) como Félix Panduro.
- Bésame (2010) como Félix Panduro.

### Teatro
- Un misterio, una pasión (2003) como Yutay.
- Grease (2006) como Danny Zuko.
- La chunga (2009) como José.
- Al fondo hay sitio (2010-2012) como Félix Panduro.
- El último jinete (2012) como Abdul, guardia de Abbas Pasha y Borracho.
- Los miserables (2013) como Enjolras.
- Mamma Mia! (2015) como Sky.
- We Will Rock You como Scaramouche.
- Mujercitas: El musical (2017) como Agustín de la Torre.
- El médico (2018)
- Bicentenario (2021)[4]